# Naum Vilenkin
Naum Yakovlevich Vilenkin (em russo:  Наум Яковлевич Виленкин; Moscou, 30 de outubro de 1920 — Moscou, 1991) foi um matemático soviético de origem russa.

## Vida e obra
Vilenkin estudou até 1942 na Universidade Estatal de Moscou, onde obteve a habilitação em 1950, orientado por Aleksandr Kurosh. A partir de 1951 foi professor. Lecionou em diversas escolas de Moscou e foi a partir de 1961 professor Escola Pedagógica Superior de Moscou. Suas áreas de trabalho foram álgebra, topologia, análise funcional, teoria das funções reais e combinatória. Dentre outros foi colaborador de Israel Gelfand.
Dedicou-se principalmente ao aprimoramento da formação matemática nas escolas, e recebeu em 1976 o "Prêmio Uschinsky" por seus livros escolares.

## Obras
- Combinatorics. Academic Press, New York, 1971.
- com A. Klimyk, V. Molchanov, Alexandre Kirillov: Representation Theory and Noncommutative Harmonic Analysis II: Homogeneous Spaces, Representations and Special Functions. Encyclopedia of Mathematical Sciences 1994.
- com A. Klimyk: Representation of Lie Groups and Special Functions: Recent Advances. Mathematics and Its Applications, Kluwer 1994.
- com A. Klimyk Representation of Lie Groups and Special Functions.
  - Volume 1: Simplest Lie Groups, Special Functions and Integral Transforms. Mathematics and its Applications, Kluwer 1991.
  - Volume 2: Class 1 Representations, Special Functions, and Integral Transforms. Kluwer 1993.
  - Volume 3: Classical and quantum groups and special functions. Kluwer 1992.
- com Gelfand: Generalized Functions. Volume 4. (deutsch VEB Verlag der Wissenschaften 1960).
- com Israel Gelfand, M. Graev, E. Saletan: Generalized Functions. Volume 5: Integral geometry and representation theory. (deutsch VEB Verlag der Wissenschaften 1962).
- Special functions and the theory of group representations. AMS 1968.
- Direct decompositions of topological groups, I, II. American Mathematical Society, Translation Series, 1950.

### Livros sobre matemática recreacional
- In Search of Infinity. Birkhäuser 1995.
- Combinatorial mathematics for recreation. 1972.
- Unterhaltsame Mengenlehre. Harri Deutsch, 1974 (em inglês Stories About Sets. Academic Press 1968).
- Successive approximation. Popular lectures in mathematics, Oxford 1964.